# Denkendorf (Esslingeni járás)
Denkendorf település Németországban, azon belül Baden-Württembergben. 

## Népesség
A település népessége az elmúlt években az alábbi módon változott:
| Lakosok száma | 6621 | 9100 | 9230 | 9516 | 9763 | 10 208 | 10 152 | 10 532 | 10 707 | 11 312 |
|               | 1961 | 1968 | 1975 | 1981 | 1988 | 1995   | 2002   | 2008   | 2015   | 2023   |

## Fekvése
Stuttgarttól délkeletre, a Schulzbach-viadukt után található település.

## Leírása
Denkendorf  egykori kolostortemploma a 12-13. század között épült két részletben, román stílusban. Harangtornya a Felső-Olaszországban található hasonló templomokra emlékeztet, az építés későbbi szakaszában épült kripta díszítő elemei pedig nyugat-francia hatásúak. A kolostort később lerombolták, de 1377 körüli újjáépítése után formái nem változtak.
A háromajtós pillérbazilikába  sötét előcsarnokon keresztül léphetünk be, melynek nehéz keresztboltozata két pilléren nyugszik. Az előcsarnokban szép román stílusú vállszegély és oszlopfő látható. A szárnyas oltár, a szószék és a szentélyszék késő gótikus korból való.
Figyelmet érdemelnek Johannes Unger (1516) és Martin Altweg (1518) esperesek síremlékein található festmények is. A kripta falfestményei Szent Mártont (1516), valamint Heródes lakomáját és Keresztelő Szent János lefejezését ábrázolják, de érdekes a sárkányfríz is.

## Nevezetességek
- Egykori kolostortemploma – A 12. század végén román stílusban épült.